# Oxygène 3
Az Oxygène 3 Jean-Michel Jarre tizenkilencedik stúdió albumának címe. Az elektronikus zenei stílusú nagylemez 2016. december 2-án jelent meg az eredeti Oxygène (1976) első, franciaországi megjelenésének 40. évfordulójára.

## Előzmények, háttér
Jarre legutóbbi lemezének, az Electronica 2 (2016) munkálatai alatt fogant meg benne egy ötlet, ami miatt elgondolkodott:
Nem vagyok nagy híve az évfordulóknak, de amikor legutóbbi lemezemen, az Electronica 2-n dolgoztam, született egy szerzemény, az Oxygène 19, és eljátszottam a gondolattal, milyen lenne az Oxygène album, ha napjainkban írnám meg.
Ezután döntött úgy, hogy egy új fejezetet rögzítsen Oxygène című projektjéhez. Hasonló módszerrel készítette el, mint az 1976-os lemezét, de minimalista megközelítéssel nem az eredeti korongot másolva, mégis összhangban az előző két Oxygène albummal. A zenész sokkal inkább egy utazáson viszi végig a hallgatókat, melynek állomásai valamilyen formában kapcsolódnak egymáshoz. Állítása szerint, zenéjén keresztül egy olyan világot mutat meg, amelyben minden mindennel összefügg. Jarre igyekezett elkerülni, hogy túl sokat töprengjen az ötleteken és azonnal rögzített mindent. Így született meg, a környezetvédelemre felhívó ikonikus sorozat harmadik és egyben utolsó darabja, amelyet – akárcsak az első Oxygène lemezét – mindössze hat hét alatt készítette el a művész.

## Megjelenése
Az korong önálló stúdióalbumként CD formátumban és hagyományos bakelit lemezen is megjelent, de digitálisan is letölthető. Oxygene Trilogy – 40th anniversary edition címmel, az 1976-os Oxygène, az 1997-ben megjelent Oxygène 7-13 és a legújabb Oxygène 3 című album egy csomagban, digipack formátumban is kiadásra került. Továbbá Oxygène Ultimate Trilogy cínmel megjelent egy díszdobozos verzió is , amely a három CD lemezen kívül, tartalmaz három átlátszó bakelit lemezt és egy könyvet is.

## Az album dalai
Az Oxygène 3 összesen hét számból áll, 14-től 20-ig sorszámozva.
| 1.    | Oxygène (Part 14) | Jean-Michel Jarre | 5:28 |
| 2.    | Oxygène (Part 15) | Jean-Michel Jarre | 6:40 |
| 3.    | Oxygène (Part 16) | Jean-Michel Jarre | 6:50 |
| 4.    | Oxygène (Part 17) | Jean-Michel Jarre | 4:20 |
| 5.    | Oxygène (Part 18) | Jean-Michel Jarre | 2:48 |
| 6.    | Oxygène (Part 19) | Jean-Michel Jarre | 5:45 |
| 7.    | Oxygène (Part 20) | Jean-Michel Jarre | 7:58 |
| 39:49 |                   |                   |      |